# Fluorodopa (18F)
Флюородопа (18F) — радиофармацевтический препарат для диагностики при синдроме Паркинсона. Одобрен для применения: США (2019).

## Механизм действия
Накапливается в пресинаптических пузырьках.

## Показания
Визуализация дофаминергических окончаний в стриатуме для диагностики при синдроме Паркинсона с помощью ПЭТ.